# 靈糧堂劉梅軒中學
靈糧堂劉梅軒中學（英語：Ling Liang Church M H Lau Secondary School）是香港大埔區一所以中文授課的文法中學，於1999年創校，位於大埔滘住宅區內，鄰近大埔公路元洲仔段。

## 歷史
此校於1998年由香港靈糧堂向政府申辦，並獲分配現址的校舍，初期暫名為「大埔靈糧中學」。至翌年年初，此校借用大埔區一間小學開始運作，並於同年8月16日正式接收校舍，隨後開課。由於此校的開辦費用由劉梅軒長老捐贈，因而冠名為「劉梅軒中學」。
2001年1月19日，此校正式揭幕，由教育委員會主席鄭慕智及贊助人劉梅軒主持。

## 校舍
此校為一所1998年版靈活式校舍，佔地約9,460平方米，樓高7層，設有30間課室連各種特別室。校舍工程與沙田聖羅撒書院重置校舍綑綁於同一合約，皆由裕輝建築承建，於1998年2月動工，1999年中完工。
值得一提的是，此校與另外六座同類型中學校舍，原訂採用1995年版同款設計，僅有26間課室。適逢千禧校舍標準於1997年推出，由於校舍仍未施工，故政府決定修改圖則及增加撥款，為包括此校在內的上述校舍加建7樓、相關額外樁柱及改動部分特別室間隔，成為設備水平與千禧校舍無異的1998年版靈活式校舍。

### 校舍圖集

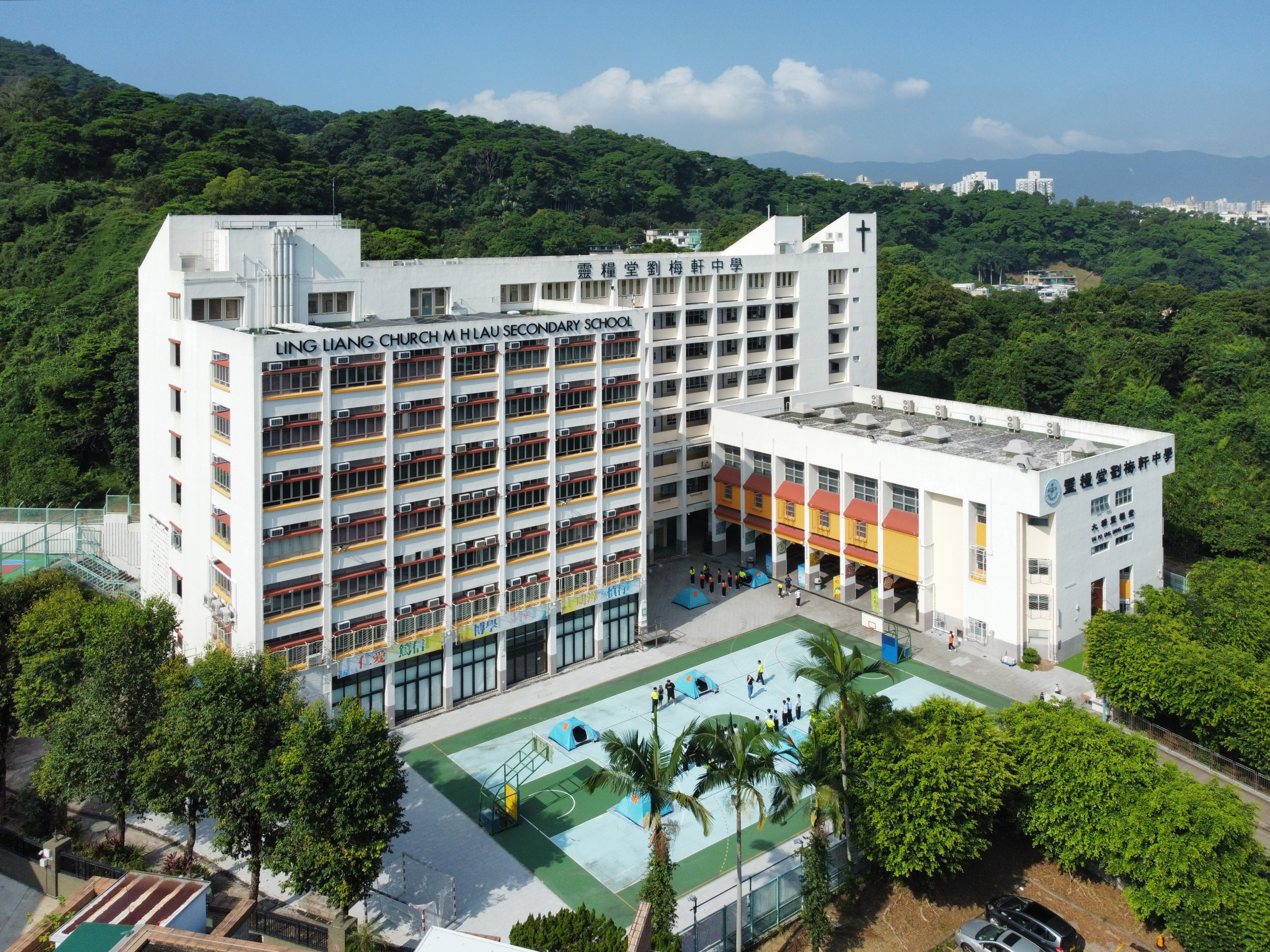
校舍東側
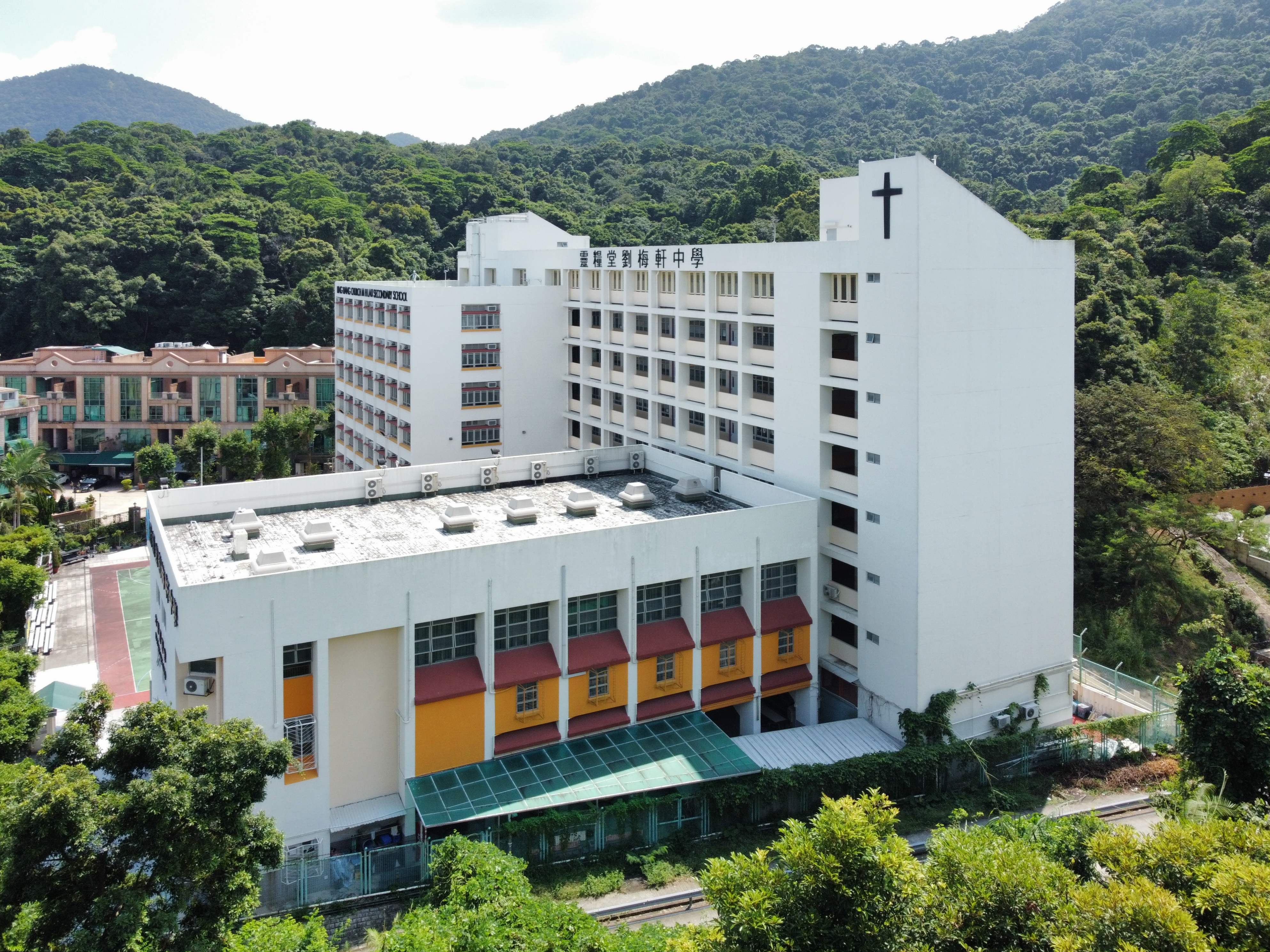
校舍北側
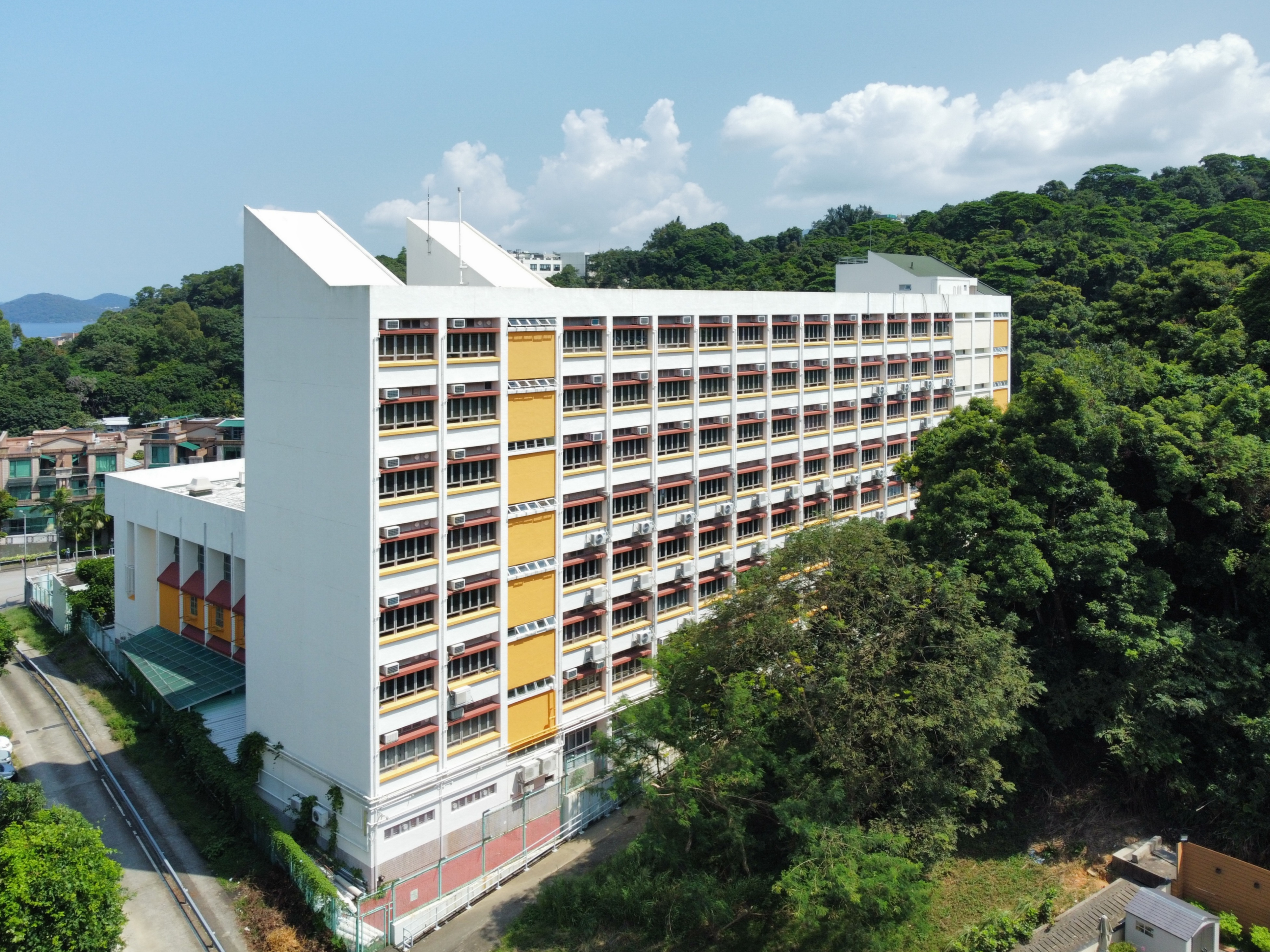
校舍後方
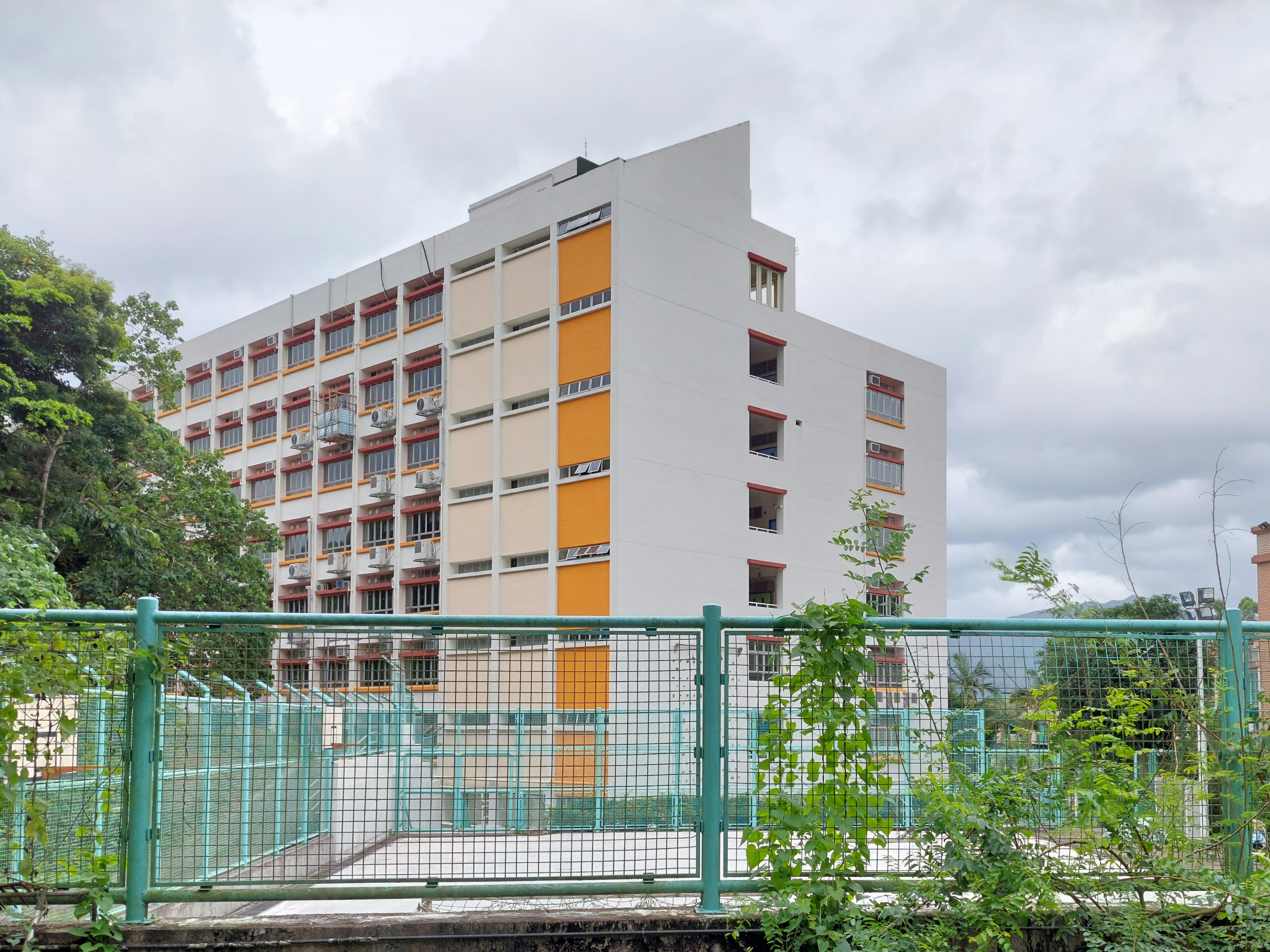
校舍西南側及後方球場

## 班級與課程
此校目前中二至中六級均設4班，中一設5班，共有25班。除英文科以外，所有科目均以中文授課。
而在新高中選修科方面，此校提供生物、化學、物理、企會財、經濟、地理、中國歷史、世界歷史、視藝、資訊及通訊科技、設計與應用科技。

## 歷任管治人員

### 校監
- 陳瑞漢長老（1999年-？，創校校監[4]，本身為嶺南中學第七任校長[11]及九龍/馬鞍山靈糧小學校監）
- 鄧經恩先生[12]
- 胡葆珊女士（？年至今，現任校監）

### 校長
- 潘慶輝先生，MH，JP（1999年-2021年，創校校長[12]；退休後出任九龍城浸信會禧年小學校監）
- 林治彬先生（2021年起，現任校長）

## 軼事及事件
- 2003年6月26日，此校舉辦的中三級福音營發生致命意外，14歲男生林鴻斌於划艇期間不慎墮河遇溺，兩小時後才被發現，送院後不治。由於同行學生得悉其死訊後情緒不穩，福音營隨即被腰斬[13]。
- 2004年5月5日，此校一名14歲中二羅姓男生被同學及教師揭發藏毒，最後被警方拘捕。事後，校方被指沒有保密投訴人身份，以致其身份外泄，但校長否認指控[14]。
- 2017年6月1日，此校一名16歲男生在7樓圖書館企圖跳樓自殺，最後在老師及社工勸服下返回安全位置[15]。
- 2018年6月12日，財經事務及庫務局局長劉怡翔到訪此校[16]。
- 2020年11月21日，此校一名17歲中六學生確診2019冠狀病毒病，導致全校需要暫停面授課堂14日，考試亦因而延期舉行，而且所有中六學生需要進行檢測[17]。

## 交通
巴士
- 九龍巴士72線、九龍巴士72A線、九龍巴士73A線、九龍巴士74A線、九龍巴士872線

小巴
- 新界區專線小巴28K線

## 著名校友
- 楊雅文（中六畢業）：女歌手、YouTube頻道試當真轄下女演員[18]

## 註解
1. ↑  全稱「基督教靈糧世界佈道會香港靈糧堂堂務委員會」
2. ↑  該等校舍分別為港島民生書院、中華傳道會劉永生中學、聖羅撒書院、粉嶺禮賢會中學、新生命教育協會平安福音中學及元朗公立中學校友會鄧兆棠中學。

## 外部連結
- 官方網頁*（页面存档备份，存于）